# Miradouro de Santa Luzia

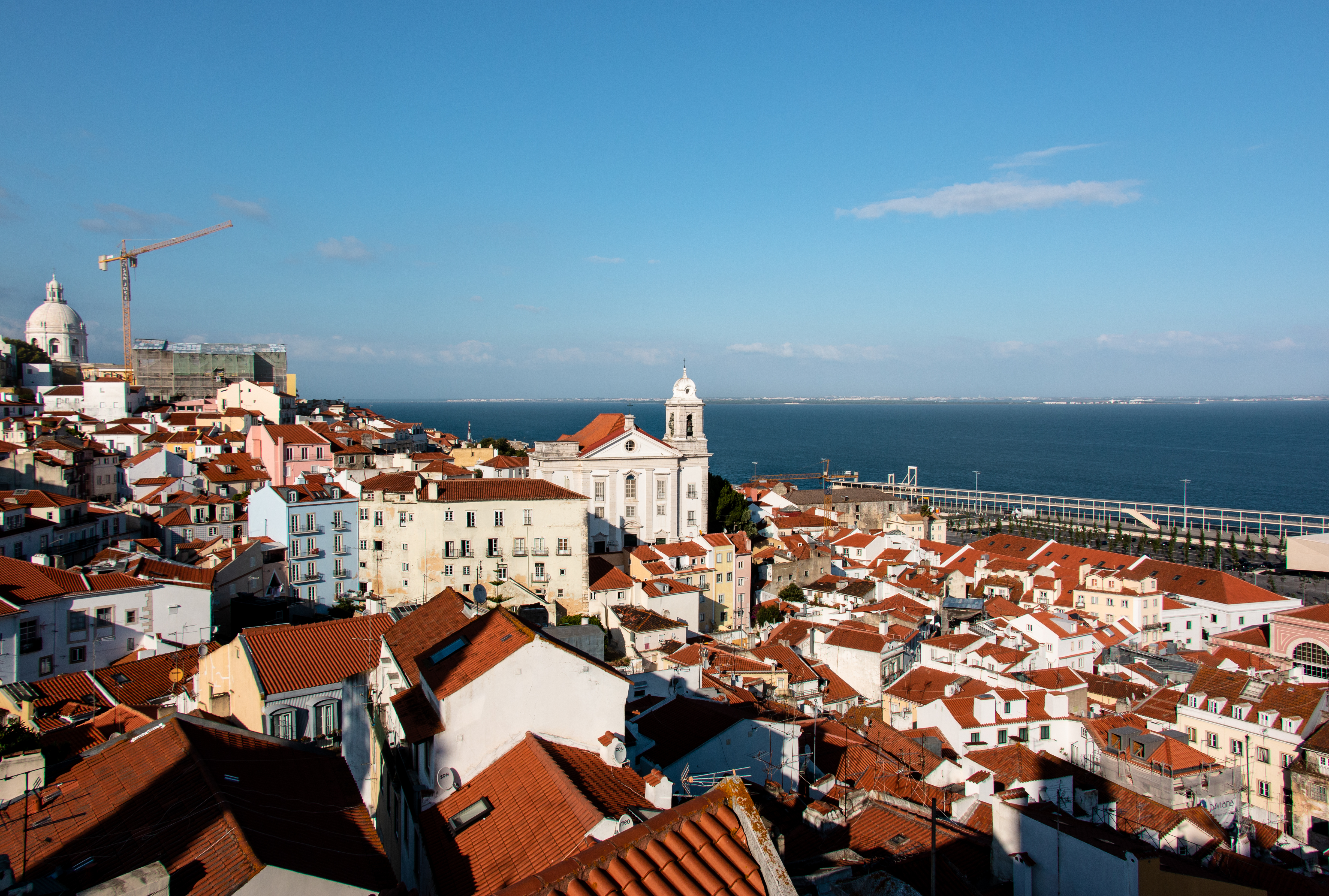
La vista dal Miradouro de Santa Luzia

Il Miradouro de Santa Luzia è un belvedere di Lisbona con un'ampia vista sull'Alfama e sul fiume Tago. I punti caratteristici, da sinistra a destra, sono la cupola di Santa Engrácia, la Chiesa di Santo Estêvão e le due torri bianche della Chiesa di São Miguel.

Il muro sud di Santa Luzia ha due moderni pannelli di azulejo, uno della  Praça do Comércio prima del terremoto e l'altro con i cristiani che attaccano il castello di São Jorge di António Quaresma, realizzati nella fabbrica Viúva Lamego.

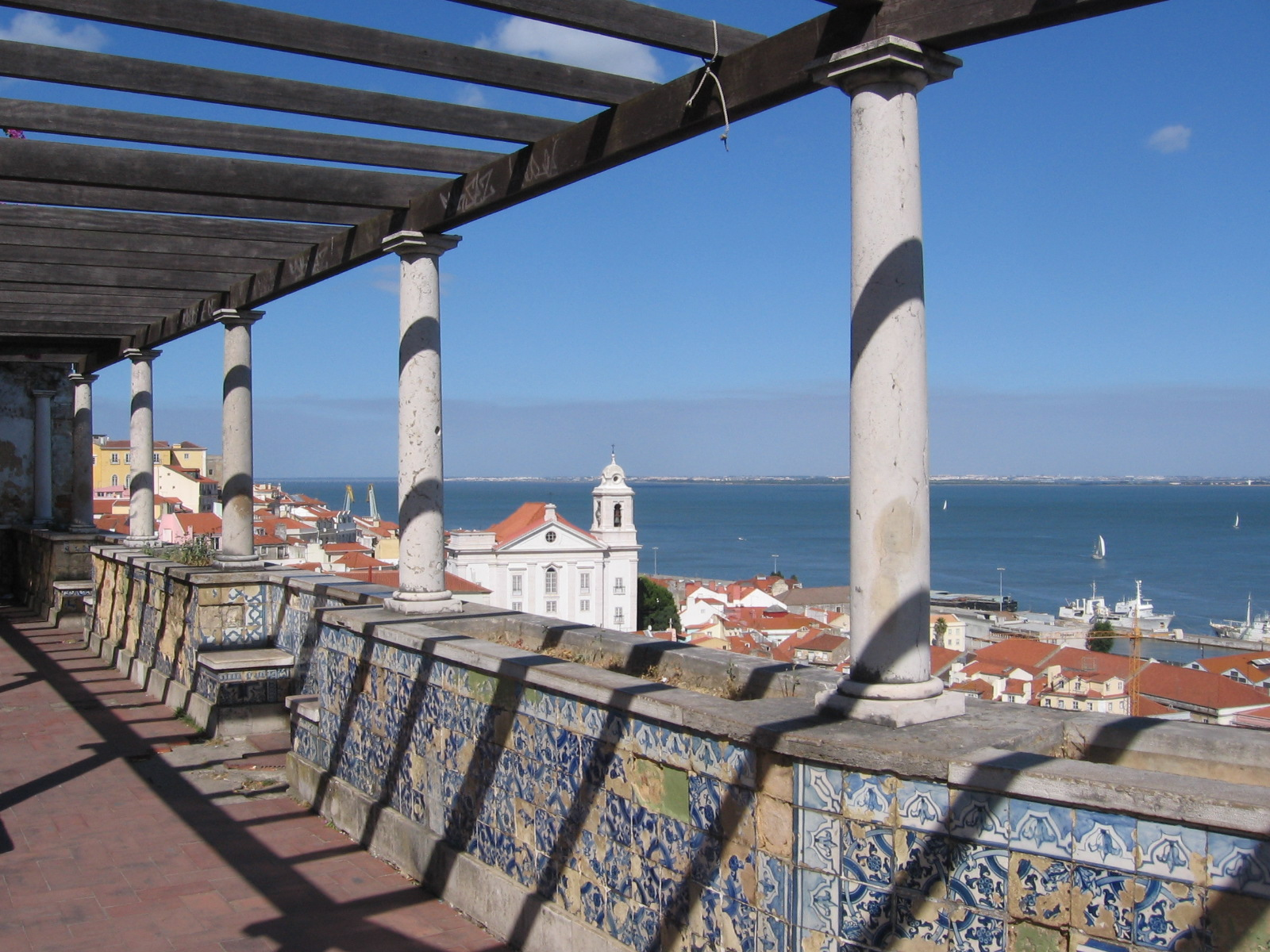
Vista dal belvedere e azulejos alla base della balconata

È qui che si trova la Chiesa di Santa Luzia e São Brás, capo dell'antica commenda di S. Brás e attuale sede nazionale dell'Assemblea dei Cavalieri portoghesi del Sovrano Militare Ordine di Malta.